# Diego Perrone (calciatore)
Diego Rafael Perrone Vienes (Montevideo, 19 novembre 1977) è un dirigente sportivo, allenatore di calcio ed ex calciatore uruguaiano, di ruolo attaccante.

## Biografia
È cognato di Álvaro Recoba e zio di Jeremía Recoba.

## Carriera

### Giocatore

#### Club
Cresciuto nelle file del Danubio, nel 1996 ha debuttato in prima squadra. Ha trascorso otto stagioni nel club bianconero, totalizzando 163 presenze e 49 reti in campionato. Nell'estate 2003 si è trasferito in prestito all'Atlas. Terminato il prestito, nel gennaio 2004 si è trasferito con la medesima formula al León. Rientrato al Danubio nel giugno 2004, ha militato nel club bianconero fino al termine della stagione, totalizzando 12 presenze e una rete in campionato. Nel gennaio 2005 si è trasferito in Svizzera, al Lugano. L'esperienza con il club ticinese è durata 6 mesi, durante i quali ha messo a segno 6 reti in 16 presenze in campionato. Nel luglio 2005 si è trasferito in Italia, al Catania. Ha giocato il suo unico incontro in Italia il 4 novembre 2005, nell'incontro di campionato casalingo contro il Torino (1-1), subentrando a Giuseppe Mascara al minuto 84. Dopo la deludente esperienza siciliana, nel gennaio 2006 è stato acquistato dal Levadeiakos, club greco. L'esperienza in terra ellenica si è conclusa al termine della stagione con un bottino di 6 presenze e nessuna rete. Nell'estate 2006 si è trasferito in Uruguay, nelle file del Nacional. Ha militato nelle file del club uruguagio fino al 2008, salvo una breve parentesi all'Olimpia. Nel 2008 è tornato al Danubio. Il 2 settembre 2009 è passato al Central Español. Nel gennaio 2010 è tornato al Danubio, club con cui ha concluso la carriera il 28 marzo 2013. Con 72 reti segnate è il miglior marcatore della storia del Danubio.

#### Nazionale
Ha debuttato in Nazionale maggiore l'8 giugno 2003, nell'amichevole Corea del Sud-Uruguay (0-2), subentrando a Germán Hornos al minuto 90. Ha messo a segno le sue prime reti con la selezione uruguaiana il 15 ottobre 2003, nell'amichevole Uruguay-Messico (2-0), siglando la rete del momentaneo 1-0 al minuto 27 del primo tempo e la rete del definitivo 2-0 al minuto 63. Ha totalizzato, con la maglia dell'Uruguay, 5 presenze e 2 reti.

### Dopo il ritiro
Terminata la carriera da calciatore, nel 2013 ha assunto il ruolo di allenatore attaccanti del Danubio. Nel 2019 è diventato consigliere sportivo del Danubio.

## Statistiche

### Presenze e reti nei club
| Stagione            | Squadra         | Campionato      | Campionato | Campionato | Coppe nazionali | Coppe nazionali | Coppe nazionali | Coppe continentali | Coppe continentali | Coppe continentali | Altre coppe | Altre coppe | Altre coppe | Totale | Totale | Totale |
| Stagione            | Squadra         | Comp            | Pres       | Reti       | Comp            | Pres            | Reti            | Comp               | Pres               | Reti               | Comp        | Pres        | Reti        | Pres   | Reti   |        |
| ------------------- | --------------- | --------------- | ---------- | ---------- | --------------- | --------------- | --------------- | ------------------ | ------------------ | ------------------ | ----------- | ----------- | ----------- | ------ | ------ | ------ |
| 1996                | Danubio         | PDU             | 1          | 0          | -               | -               | -               | -                  | -                  | -                  | -           | -           | -           | 1      | 0      |        |
| 1997                | Danubio         | PDU             | 12         | 1          | -               | -               | -               | -                  | -                  | -                  | -           | -           | -           | 12     | 1      |        |
| 1998                | Danubio         | PDU             | 11         | 2          | -               | -               | -               | -                  | -                  | -                  | -           | -           | -           | 11     | 2      |        |
| 1999                | Danubio         | PDU             | 26         | 6          | -               | -               | -               | -                  | -                  | -                  | -           | -           | -           | 26     | 6      |        |
| 2000                | Danubio         | PDU             | 33         | 6          | -               | -               | -               | -                  | -                  | -                  | -           | -           | -           | 33     | 6      |        |
| 2001                | Danubio         | PDU             | 28         | 7          | -               | -               | -               | -                  | -                  | -                  | -           | -           | -           | 28     | 7      |        |
| 2002                | Danubio         | PDU             | 35         | 17         | -               | -               | -               | CS                 | 2                  | 0                  | -           | -           | -           | 37     | 17     |        |
| gen.-giu. 2003      | Danubio         | PDU             | 17         | 10         | -               | -               | -               | -                  | -                  | -                  | -           | -           | -           | 17     | 10     |        |
| Totale Danubio      | Totale Danubio  | Totale Danubio  | 163        | 49         |                 | -               | -               |                    | 2                  | 0                  |             | -           | -           | 165    | 49     |        |
| giu.-dic. 2003      | Atlas           | PD              | 16         | 5          | -               | -               | -               | -                  | -                  | -                  | -           | -           | -           | 16     | 5      |        |
| gen.-giu. 2004      | León            | PDA             | 22         | 6          | -               | -               | -               | -                  | -                  | -                  | -           | -           | -           | 22     | 6      |        |
| giu.-dic. 2004      | Danubio         | PDU             | 12         | 1          | -               | -               | -               | CS                 | 2                  | 0                  | -           | -           | -           | 14     | 1      |        |
| gen.-giu. 2005      | Lugano          | CL              | 16         | 6          | CS              | 0               | 0               | -                  | -                  | -                  | -           | -           | -           | 16     | 6      |        |
| 2005-gen. 2006      | Catania         | B               | 1          | 0          | CI              | 0               | 0               | -                  | -                  | -                  | -           | -           | -           | 1      | 0      |        |
| gen.-giu. 2006      | Levadeiakos     | AE              | 6          | 0          | KE              | 0               | 0               | -                  | -                  | -                  | -           | -           | -           | 6      | 0      |        |
| 2006-gen. 2007      | Nacional        | PDU             | 6          | 2          | -               | -               | -               | CS                 | 6                  | 2                  | -           | -           | -           | 12     | 4      |        |
| gen.-giu. 2007      | Olimpia         | DP              | 8          | 0          | -               | -               | -               | -                  | -                  | -                  | -           | -           | -           | 8      | 0      |        |
| 2007-2008           | Nacional        | PDU             | 16         | 0          | -               | -               | -               | CL                 | 1                  | 0                  | -           | -           | -           | 17     | 0      |        |
| 2008-2009           | Danubio         | PDP             | 23         | 6          | -               | -               | -               | -                  | -                  | -                  | -           | -           | -           | 23     | 6      |        |
| set. 2009-gen. 2010 | Central Español | PDP             | 13         | 2          | -               | -               | -               | -                  | -                  | -                  | -           | -           | -           | 13     | 2      |        |
| gen.-giu. 2010      | Danubio         | PDP             | 12         | 1          | -               | -               | -               | -                  | -                  | -                  | -           | -           | -           | 12     | 1      |        |
| 2010-2011           | Danubio         | PDP             | 29         | 9          | -               | -               | -               | -                  | -                  | -                  | -           | -           | -           | 29     | 9      |        |
| 2011-2012           | Danubio         | PDP             | 17         | 4          | -               | -               | -               | CS                 | 2                  | 0                  | -           | -           | -           | 19     | 4      |        |
| 2012-gen. 2013      | Danubio         | PDP             | 7          | 0          | -               | -               | -               | -                  | -                  | -                  | -           | -           | -           | 7      | 0      |        |
| Totale Danubio      | Totale Danubio  | Totale Danubio  | 65         | 14         |                 | -               | -               |                    | 2                  | 0                  |             | -           | -           | 67     | 14     |        |
| Totale carriera     | Totale carriera | Totale carriera | 367        | 85         |                 | 0               | 0               |                    | 13                 | 2                  |             | -           | -           | 380    | 98     |        |

### Cronologia presenze e reti in nazionale
| Cronologia completa delle presenze e delle reti in nazionale ― Uruguay | Cronologia completa delle presenze e delle reti in nazionale ― Uruguay | Cronologia completa delle presenze e delle reti in nazionale ― Uruguay | Cronologia completa delle presenze e delle reti in nazionale ― Uruguay | Cronologia completa delle presenze e delle reti in nazionale ― Uruguay | Cronologia completa delle presenze e delle reti in nazionale ― Uruguay | Cronologia completa delle presenze e delle reti in nazionale ― Uruguay | Cronologia completa delle presenze e delle reti in nazionale ― Uruguay |
| Data                                                                   | Città                                                                  | In casa                                                                | Risultato                                                              | Ospiti                                                                 | Competizione                                                           | Reti                                                                   | Note                                                                   |
| ---------------------------------------------------------------------- | ---------------------------------------------------------------------- | ---------------------------------------------------------------------- | ---------------------------------------------------------------------- | ---------------------------------------------------------------------- | ---------------------------------------------------------------------- | ---------------------------------------------------------------------- | ---------------------------------------------------------------------- |
| 8-6-2003                                                               | Seoul                                                                  | Corea del Sud                                                          | 0 – 2                                                                  | Uruguay                                                                | Amichevole                                                             | -                                                                      | 90’                                                                    |
| 16-7-2003                                                              | La Plata                                                               | Argentina                                                              | 2 – 2                                                                  | Uruguay                                                                | Amichevole                                                             | -                                                                      | 90’                                                                    |
| 24-7-2003                                                              | Lima                                                                   | Perù                                                                   | 3 – 4                                                                  | Uruguay                                                                | Amichevole                                                             | -                                                                      | 60’                                                                    |
| 30-7-2003                                                              | Montevideo                                                             | Uruguay                                                                | 1 – 0                                                                  | Perù                                                                   | Amichevole                                                             | -                                                                      | 46’                                                                    |
| 15-10-2003                                                             | Chicago                                                                | Uruguay                                                                | 2 – 0                                                                  | Messico                                                                | Amichevole                                                             | 2                                                                      | 85’                                                                    |
| Totale                                                                 |                                                                        | Presenze                                                               | 5                                                                      |                                                                        | Reti                                                                   | 2                                                                      |                                                                        |